# Elena's Aria
Elena's Aria est une œuvre de danse contemporaine de la chorégraphe belge Anne Teresa De Keersmaeker, créée en 1984 à Bruxelles, pour cinq danseuses.

## Historique
Elena's Aria d'Anne Teresa De Keersmaeker est une pièce particulièrement importante dans le parcours de la chorégraphe et de sa compagnie. C'est en effet la première fois qu'elle utilise un autre support musical que la musique minimaliste pour structurer sa pièce et se sert de films et surtout de textes (principalement Tolstoï et Fidel Castro) dans la scénographie d'une création,. Cette pièce par certains aspects constitue un « bouleversement stylistique » pour la jeune compagnie Rosas mais aussi un intense travail de recherches à l'état pur, porté d'une certaine manière sur scène, avec une pièce « qu'on ne peut, ou ne veut, achever ». La première de la pièce est donnée le 18 octobre 1984 au Théâtre royal flamand de Bruxelles.
En 2011, De Keersmaeker reprend sa pièce dans une version légèrement différente pour six danseuses (dont elle-même) présentée au Kaaitheater de Bruxelles. La pièce est régulièrement redonnée depuis.

## Accueil critique
La création de la pièce au Théâtre royal flamand de Bruxelles en octobre 1984 fut très mal reçue et huée par le public en raison de la nouveauté formelle de la pièce pour l'époque et un « certain désœuvrement » au niveau de la chorégraphie. Les représentations d'Elena's Aria au Théâtre de la Ville en 1987, qui se firent en association avec la pièce Bartók/Aantekeningen, reçurent également un accueil relativement hostile de la part du public parisien. Lors de sa présentation à la Brooklyn Academy of Music de New York en novembre 1987, Elena's Aria a consolidé la reconnaissance outre-atlantique de la chorégraphe, qui avait été particulièrement remarquée depuis deux ans avec ses pièces Fase et Rosas danst Rosas, et son approche théorique du « rythme, du phrasé, et de la vitesse ». Les critiques qualifièrent le duo de pièces de « puissantes et émotionnellement fortes » soulignant la « critique sociale » du travail et en particulier celle de « la place des femmes dans la société » avec toutefois une préférence pour le volet Bartók.

## Fiche technique
- Chorégraphie : Anne Teresa De Keersmaeker
- Danseuses à la création (1984) : Anne Teresa De Keersmaeker, Fumiyo Ikeda, Nadine Ganase, Roxane Huilmand, et Michele Anne De Mey[9]
- Danseuses à la recréation (2011) : Anne Teresa De Keersmaeker, Fumiyo Ikeda, Cynthia Loemij, Samantha Van Wissen, Tale Dolven, Sue-Yeon Youn.
- Musique : Rinaldo di Capua, Georges Bizet, Gaetano Donizetti, Wolfgang Amadeus Mozart
- Texte : Tolstoï, Bertolt Brecht, Dostoïevski, Fidel Castro
- Scénographie (décors et lumières) : Anne Teresa De Keersmaeker
- Costumes : Compagnie Rosas
- Production : Compagnie Rosas, Schaamte et le Festival des Flandres.
- Première : 18 octobre 1984 au Théâtre royal flamand de Bruxelles - Reprise 30 mars 2011 au Kaaitheater de Bruxelles.
- Représentations :
- Durée : environ 2 heures